# Lessines
Lessines (en való Lissene, neerlandès Lessen) és un municipi belga de la província d'Hainaut a la regió valona. Està compost per les seccions de Bois-de-Lessines, Deux-Acren, Ghoy, Ogy, Ollignies, Papignies i Wannebecq.

## Personatges il·lustres
- René Magritte
- Claude Criquielion, ciclista